# ナメワッカ岳
ナメワッカ岳（ナメワッカだけ）は、北海道の新冠郡新冠町と日高郡新ひだか町の2町にまたがる標高1,799.1mの山である。山頂には三等三角点「滑若岳」が設置されている。

## 概要
日高山脈の中でも中央部、春別岳（1,855m）の尾根上に位置する。三角点を山頂とすることが一般的であるが、北側すぐに若干標高が高い約1,800mのナメワッカ岳最高点がある。
山名の由来は新冠町にあった地名「滑若」から来たとされるが、アイヌ語で「冷たい水」を表す「ナム・ワッカ」が由来とされる。ナメワッカ沢という沢名があるが、山名が先である。

## 登山
登山道はない。日高山脈の中でも奥部に位置するためかなり難易度が高い。
ルートの取り方は複数あるが主なルートは、札内川を遡上して十の沢すぐ北にある10.5の沢を登って日高山脈主稜線に出た後は南下し西にのびる尾根を歩いて山頂へ至るルート。徒渉や日高山脈屈指の藪漕ぎを何度も強いられるほか山頂までは距離があるため日帰りは困難であるが道中に山小屋はない。